# Diecéze Arca v Arménii
Diecéze Arca v Arménii je titulární diecéze římskokatolické církve.

## Historie
Arca v Arménii je ztotožnitelná s Argou v dnešním Turecku. Je starověké biskupské sídlo nacházející v římské provincii Arménie II.. Bylo součástí Konstantinopolského patriarchátu, a sufragannou arcidiecéze Meliténé.
Jsou známi čtyři biskupové této diecéze: Acacius, který se roku 431 zúčastnil Efezského koncilu; Ioannes, který se zúčastnil roku 451 Chalkedonského koncilu a podepsal dopis biskupů Arménie II. císaři Leonu I. (458), po smrti alexandrijského patriarchy Proteria; Leontius a Gregorius se zúčastnili Druhého konstantinopolského koncilu a Třetího konstantinopolského koncilu.
Dnes je Arca v Arménii využívána jako biskupské titulární sídlo; od roku 1987 je bez titulárního biskupa.

## Seznam řeckých biskupů
- Acacius (zmíněn roku 431)
- Ioannes (před 451 – po 458)
- Leontius (zmíněn roku 553)
- Gregorius (zmíněn roku 680)

## Seznam titulárních biskupů
Titulární biskupové Arca v Arménii se někdy zaměňují s biskupy diecéze Arca ve Fénicii, protože u některých biskupů nejsou známy další informace.
- 1449 – ? Tomáš, O.F.M.
- 1726 – ? Pedro del Cañizo Losa y Valera
- 1788 – 1800 Melchor Serrano Lázaro, Sch.P.
- 1893 – 1895 Claude Marie Dubuis
- 1896 – 1898 Albert Léon Marie Le Nordez
- 1904 – 1931 Alfredo Peri Morosini
- 1932 – 1933 Giordano Corsini
- 1933 – 1953 Heinrich Leven, S.V.D.
- 1958 – 1987 Salvador Martínez Aguirre, S.J.